# Frogger 3D
Frogger 3D (フロッガー3D Furoggā 3D?) es un videojuego de acción para Nintendo 3DS desarrollado por Alpha Unit y publicado por Konami. Apareció en América del Norte el 20 de septiembre de 2011; en Japón, el 22 de septiembre de 2011; y en Europa, en noviembre de 2011.